# A Bagoly
A Bagoly (eredeti cím: The Owl) francia televíziós 3D-s számítógépes animációs sorozat, amelyet Alexandre So rendezett, 2006-ban készült. Franciaországban a France 3 vetítette, Magyarországon korábban a Disney Channel sugározta, később az M2 is műsorra tűzte 2013. december 2-ától

## Szereplők
- Bagoly – Egy alkatrészekből összerakott állat.

## Epizódok

### 1. évad
1. Szeles
2. A hangya
3. Buborékok
4. A harkály
5. A villám
6. Hullámvasút
7. Denevérbagoly
8. A galambok
9. Almavihar
10. Falánkság
11. A ragadós
12. A gólya
13. A verseny
14. Tolvaj mókus
15. Bábúk
16. A gumiabroncs hinta
17. A méhek
18. Tollaslabda
19. Pók idő
20. A szarka
21. Karácsonyi dobozok
22. Trambulin
23. Felügyelet
24. Űr bagoly
25. A papírsárkány
26. Break
27. Rágógumi Gum
28. A lajhár
29. Bumeráng
30. Mester varjú
31. Bárány
32. A bosszantó papagáj
33. A kardinális pinty
34. A szúnyog
35. A shoalin béka
36. Zenész majom
37. A ganajtúró bogár
38. A flitter
39. A szentjánosbogarak
40. A lift
41. A fa propeller
42. Kaméleon
43. Célbalövés
44. Gyermekjáték
45. Élő természet
46. Az álom
47. A légy
48. Repülő csészealj
49. Karácsonyi ajándék
50. A zsiráf
51. Tűzijátékok
52. A parti